# Mosquió (escriptor segle III aC)
Mosquió (en llatí Moschion, en grec antic Μοσχίων) fou un escriptor grec que va escriure una obra sobre la construcció d'un gran vaixell, el Siracusia, encarregat pel rei Hieró II de Siracusa, sota la direcció del famós enginyer Arquimedes. La seva obra és esmentada principalment per Ateneu de Naucratis (Athenaeus V. 206d, 209, e).